# Cylindrobasidium
Cylindrobasidium là một chi nấm trong họ Physalacriaceae. Chi này phân bố rộng rãi này chứa 6 loài.

## Các loài
- Cylindrobasidium corrugum
- Cylindrobasidium eucalypti
- Cylindrobasidium evolvens
- Cylindrobasidium laeve
- Cylindrobasidium parasiticum
- Cylindrobasidium torrendii